# Bab al-Faradis
Bab al-Faradis (in arabo بَابُ الْفَرَادِيسِ‎?, Bāb al-Farādīs; "Porta del Paradiso") o Bab al-Amara è una delle sette antiche porte della città di Damasco, in Siria. L'altro nome, Bab Al-Amara, si riferisce al nome di un quartiere della città vecchia dove si incontravano le persone nel XIV secolo. In epoca romana la porta era dedicata a Mercurio.